# Who You Are (Mihail)
Who You Are è un singolo del cantante russo-rumeno Mihail, pubblicato il 16 marzo 2018. 

## Video musicale
Il videoclip è stato pubblicato il 16 marzo 2018 sul canale YouTube della Energy TV ed è stato girato su una piattaforma galleggiante in legno sul Lago Tarniţa in Romania, luogo dove il cantante si esibisce.

## Classifiche
| Classifica (2018) | Posizione massima |
| ----------------- | ----------------- |
| Italia            | 51                |